# تأنيث (أحياء)
في علم الأحياء والطب، يشير مصطلح التأنيث أو الاستئناث أو التأنث (بالإنجليزية: Feminization)‏ إلى تطور الخصائص الفيزيائية التي تكون مُميِّزة للإناث في النوع. ويمثِّل هذا عملية تنموية طبيعية تُسهم في التمايز الجنسي. يمكن أن يحدث التأنيث أيضًا نتيجة للعوامل البيئية، وقد لُوحظ ذلك في العديد من الأنواع الحيوانية. وفي حالة العلاج الهرموني للمتحولين جنسيًا، يتم تحفيز التأنيث اصطناعيًا.

## التأنيث المرضي
في الحيوانات، عندما يحدث تأنيث في الذكور أو في سن تنموية غير مناسبة، فغالبًا ما يرجع ذلك إلى اضطراب وراثي أو مكتسب في نظام الغدد الصماء. وفي البشر، أحد المظاهر الأكثر شيوعًا للتأنيث غير الطبيعي هو التثدي، أي النمو غير المناسب للثدي والذي قد ينجم عن ارتفاع مستويات الهرمونات المؤنثة مثل هرمون الإستروجين. يمكن أن يسهم نقص أو انعدام الهرمونات الذكورية (الأندروجين) في حدوث التأنيث. في بعض الحالات، قد تُنتِج المستويات العالية من الأندروجين كل من الآثار الذكورية (زيادة شعر الجسم وتعميق الصوت وزيادة كتلة العضلات) وآثار التأنيث (التثدي) حيث أن الأندروجين يمكن تحويله إلى هرمون الإستروجين بواسطة إنزيم الأروماتاز في الأنسجة الطرفية.